# Angus Lennie
Angus Lennie (* 18. April 1930 in Glasgow, Schottland als Angus Wilson Lennie; † 14. September 2014 in London, England) war ein britischer Schauspieler in Film, Fernsehen und Theater. Er spielte in über 40 Kino- sowie TV-Filmen und Mini-Serien, darunter in Filmen wie Einst ein Held, Hotel International, Gesprengte Ketten, Kampfgeschwader 633 oder Wer hat unseren Dinosaurier geklaut?.

## Leben und Karriere
1930 in Schottland geboren, wandte sich Angus Lennie nach seiner Schulzeit an der Eastbank Academy einer schottischen Schule in der Vorstadt von Shettleston in Glasgow, mit Anfang 20 dem Theater zu. Auf den Bühnen in Oxford und Birmingham sammelte er erste Erfahrung, darüber hinaus arbeitete er während seiner langen Schauspielerkarriere an Theatern in ganz Schottland. Lennie begann seine künstlerische Laufbahn zuerst als Tänzer und Stand-up-Comedy, bevor er Ende der 1950er Jahre erste Auftritte in britischen Fernsehserien wie der TV-Serie Armchair Theatre oder Para Handy - Master Mariner hatte.
Sein Leinwanddebüt gab er 1960 in Ronald Neames Drama Einst ein Held. Es folgten zu Beginn der 1960er Jahre weitere Kinorollen in Filmen von David MacDonald und Robert Day, bevor er 1963 seine wohl populärste Rolle in John Sturges Kriegsdrama Gesprengte Ketten erhielt, die des Kriegsgefangenen Ives, wo er neben Schauspielern wie Steve McQueen, James Garner oder Richard Attenborough agierte. Weitere Auftritte hatte er in Kampfgeschwader 633 unter der Regie von Walter Grauman, in Richard Attenboroughs Musical Oh! What a Lovely War und 1975 in der Disney Komödie Wer hat unseren Dinosaurier geklaut? von Robert Stevenson.
Zu seinen zahlreichen Fernsehauftritten zählten zwischen 1957 und 2003 Auftritte in Episoden von namhaften Fernsehserien, darunter: Armchair Theatre (1957–1958), Simon Templar (1963), HMS Paradise (1964–1965), Die Onedin-Linie (1973) oder Doctor Who (1967–1975). Komplexere TV-Rollen spielte er in der britischen Fernsehserie Crossroads wo er von 1974 bis 1980 in 76 Episoden den Charakter des Shughie McFee verkörperte.
Angus Lennie starb am 14. September 2014 im Alter von 84 Jahren in einem Londoner Pflegeheim.

## Filmografie (Auswahl)

### Kino
- 1960: Einst ein Held (Tunes of Glory)
- 1961: Petticoat Pirates
- 1962: Ein Königreich für einen Affen (Operation Snatch)
- 1963: Gesprengte Ketten (The Great Escape)
- 1963: Hotel International (The V.I.P.s)
- 1964: Kampfgeschwader 633 (633 Squadron)
- 1969: Oh! What a Lovely War
- 1975: Wer hat unseren Dinosaurier geklaut? (One of Our Dinosaurs Is Missing)

### Fernsehen
- 1957–1958: Armchair Theatre (Fernsehserie, 2 Episoden)
- 1959: Mario (Fernsehfilm)
- 1959–1960: Para Handy – Master Mariner (Fernsehserie, 3 Episoden)
- 1960: Target Luna (Fernsehserie, 1 Episode)
- 1960: Knight Errant Limited (Fernsehserie, 1 Episode)
- 1963: Simon Templar (The Saint; Fernsehserie, 1 Episode)
- 1963–1969: Dr. Finlay’s Casebook (Fernsehserie, 3 Episoden)
- 1964–1965: HMS Paradise (Fernsehserie, 24 Episoden)
- 1967: The Lion, The Witch and the Wardrobe (Fernsehserie, 3 Episoden)
- 1967–1975: Doctor Who (Fernsehserie, 6 Episoden)
- 1968: Virgin of the Secret Service (Fernsehserie, 1 Episode)
- 1970: Die Männer von Cumberland (The Borderers; Fernsehserie, 1 Episode)
- 1971: Mädchen in den Wolken (From a Bird’s Eye View; Fernsehserie, 1 Episode)
- 1971: Paul Temple (Fernsehserie, 2 Episoden)
- 1972: Softly Softly: Task Force (Fernsehserie, 1 Episode)
- 1972: Kein Pardon für Schutzengel (The Protectors; Fernsehserie, 1 Episode)
- 1973: Bowler (Fernsehserie, 1 Episode)
- 1973: Die Onedin-Linie (The Onedin Line; Fernsehserie, 2 Episoden)
- 1974: Task Force Police (Fernsehserie, 1 Episode)
- 1974: Justice (Fernsehserie, 1 Episode)
- 1974–1980: Crossroads (Fernsehserie, 76 Episoden)
- 1976: Play for Today (Fernsehserie, 1 Episode)
- 1978: Send in the Girls (Fernsehserie, 1 Episode)
- 1978: Die Abenteuer des David Balfour (Fernsehminiserie)
- 1978: The Dancing Princesses (Fernsehfilm)
- 1980: Doom Castle (Fernsehserie, 2 Episoden)
- 1980: The Taming of the Shrew (Fernsehfilm)
- 1986: Lovejoy (Fernsehserie, 1 Episode)
- 1988: Hannay (Fernsehserie, 1 Episode)
- 1990: Hale and Pace (Fernsehserie, 1 Episode)
- 1991: Rumpole von Old Bailey (Rumpole of the Bailey; Fernsehserie, 1 Episode)
- 1994: All Night Long (Fernsehserie, 6 Episoden)
- 1995: The Upper Hand (Fernsehserie, 1 Episode)
- 1995: The Smiths (Fernsehfilm)
- 1995: Mehr Schein als Sein (Keeping Up Appearances; Fernsehserie, 1 Episode)
- 1997: Dad (Fernsehserie, 1 Episode)
- 2001–2003: Monarch of the Glen (Fernsehserie, 9 Episoden)